# Clyzomedus indicus
Clyzomedus indicus là một loài bọ cánh cứng trong họ Cerambycidae.